# BMW G01
La BMW G01 è la terza generazione della BMW X3, un'autovettura di tipo SUV di segmento D prodotta dalla casa automobilistica tedesca BMW a partire dal 2017 al 2024.

## Produzione

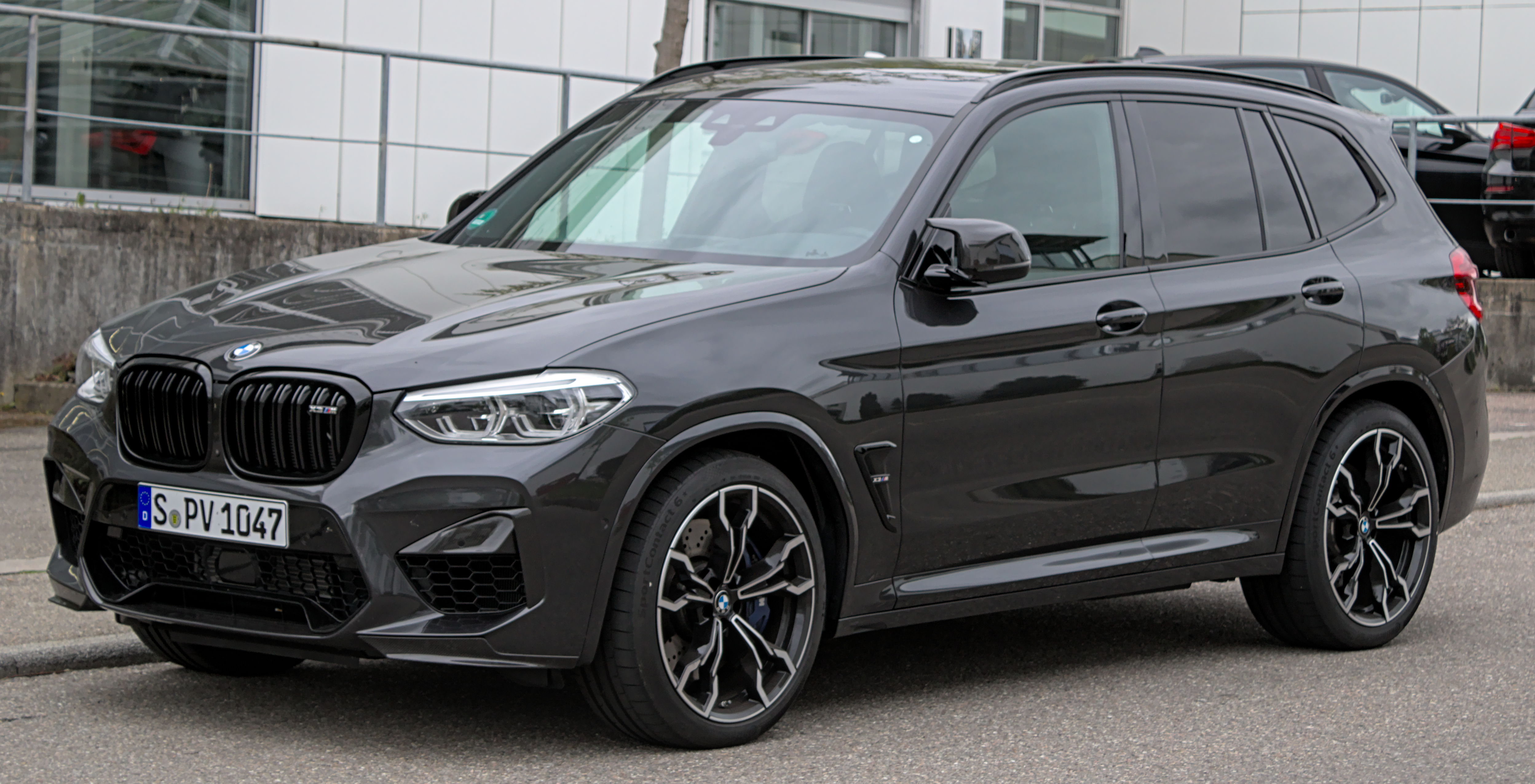
X3 M

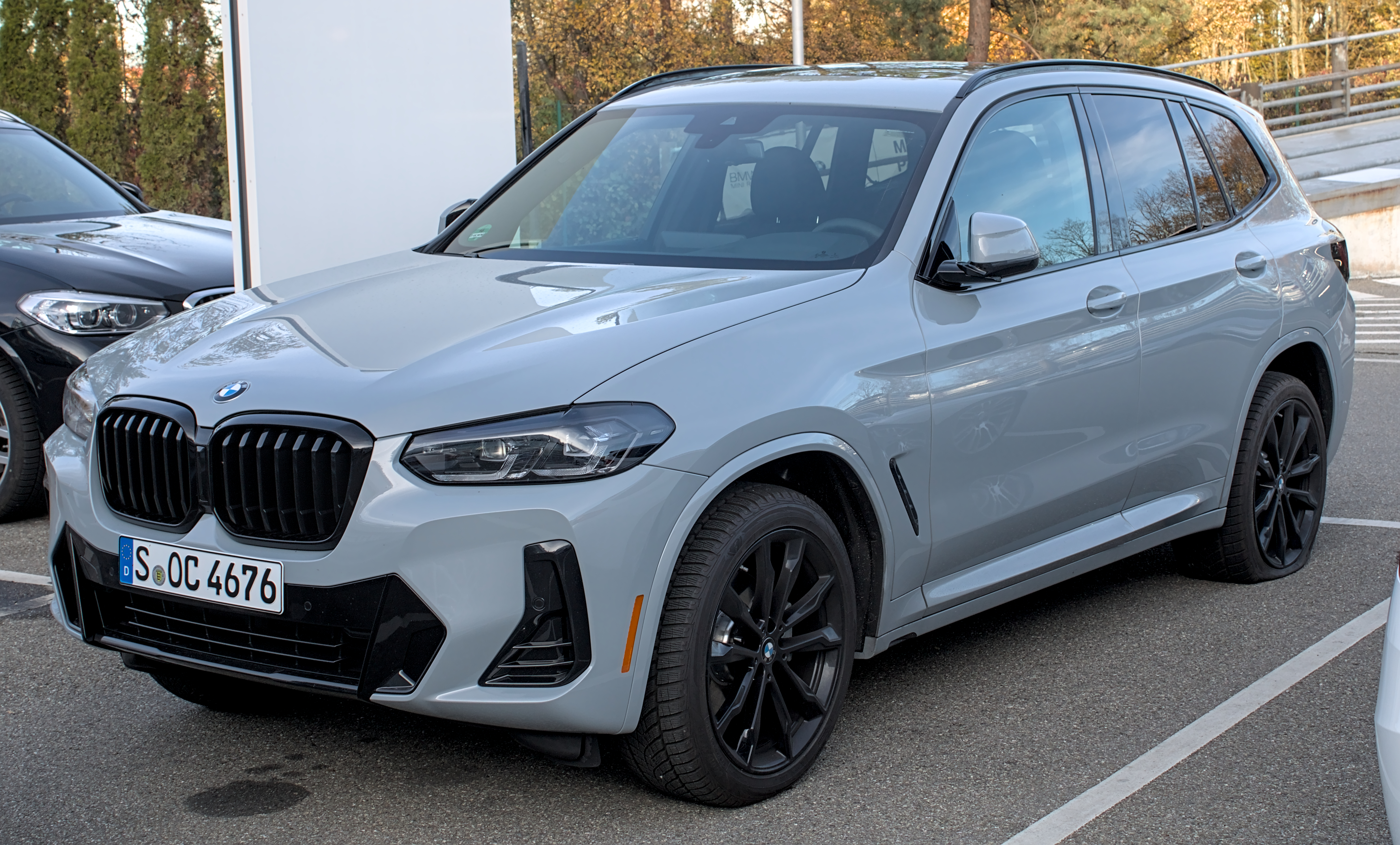
Restyling 2021

Nel corso del 2018, in concomitanza con l’uscita di scena della Serie 3 F30, BMW ha deciso di convertire lo stabilimento sudafricano di Rosslyn, usato fino ad allora solo per produrre la Serie 3, per la produzione delle X3 ed X4. 
La versione diesel e le motorizzazioni benzina 4 cilindri vengono prodotte in esclusiva a Rosslyn in Sudafrica, mentre le benzina 6 cilindri e la versione per il mercato americano continuano ad essere prodotte a Spartanburg. Viene prodotta in sette motorizzazioni con motori alimentati a gasolio e in quattro motorizzazioni con motori alimentati a benzina.

## Debutto ed evoluzione
La nuova generazione della X3 è stata presentata il 26 giugno 2017 allo stabilimento BMW di Spartanburg. L'anteprima è stata svelata al Salone di Francoforte nel settembre 2017.
Al Salone di Pechino è stata presentata l'iX3, una concept car in versione elettrica. La versione rivista del SUV è stata presentata il 9 giugno 2021. Il restyling ha portato nuove funzionalità tra cui un display più grande e il pacchetto M-Sport.